# The Northman
The Northman è un film del 2022 diretto da Robert Eggers, autore della sceneggiatura insieme allo scrittore e poeta islandese Sjón.
Ambientata nell'Islanda del X secolo, la pellicola ha come protagonista Alexander Skarsgård nel ruolo di Amleth (protagonista dell'omonimo episodio della Gesta Danorum di Saxo Grammaticus, poi riadattato da Shakespeare nell'omonima tragedia), il quale intende vendicare il padre assassinato.

## Trama
Nell'895 il re Aurvandil Corvo di Guerra torna al suo regno sulla costa norvegese dalle sue conquiste oltremare e si riunisce con sua moglie, la regina Gudrún, e suo figlio ed erede, il principe Amleth. Tornato dalla battaglia ferito, Aurvandil decide di conferire le sue responsabilità ad Amleth. I due partecipano a una cerimonia spirituale presieduta da Heimir, amico di Aurvandil. La mattina seguente, dei guerrieri mascherati inviati da Fjölnir, fratello di Aurvandil, tendono un'imboscata al re e lo uccidono; Fjölnir sferra il colpo finale e si impossessa del suo regno insieme a Gudrún. Finnr, il carceriere di Fjölnir, tenta di uccidere Amleth, ma il ragazzo gli taglia il naso e fugge in barca.
Amleth viene infine trovato da una banda di vichinghi e cresciuto tra loro come Úlfheðinn. Dopo un'incursione nelle terre della Rus', Amleth incontra una veggente in un tempio slavo della divinità Svetovit; la veggente predice che Amleth avrà presto l'opportunità di vendicarsi di Fjölnir. Amleth apprende dal berserkr Eirikr che Fjölnir è stato rovesciato da Harald di Norvegia e vive in esilio in Islanda. Amleth si imbarca di nascosto su una nave che porta degli schiavi a Fjölnir. A bordo, incontra una schiava slava di nome Olga, che sostiene di essere una maga. All'arrivo, Amleth e il resto degli schiavi vengono portati alla fattoria di Fjölnir, dove si scopre che Fjölnir e la regina Gudrún, ora sua moglie, hanno un figlio, Gunnar.
Amleth, Olga e il resto degli schiavi sono costretti ai lavori forzati. Una notte, Amleth esce di nascosto dal villaggio e incontra uno stregone, che facilita un dialogo spirituale tra Amleth e il defunto Heimir, che si è rivelato essere stato ucciso da Fjölnir. Heimir racconta ad Amleth della spada magica Draugr e della sua ubicazione, che Amleth ottiene in seguito attraverso una scena ambigua che suggerisce che combatte un non morto per la lama. Un giorno dopo, Amleth viene selezionato per competere in una partita di knattleikr. La partita diventa violenta e Amleth salva Gunnar, che si precipita a giocare, dal campione della squadra rivale Thorfinnr.
Durante i festeggiamenti della notte, Amleth e Olga si congiungono carnalmente. Giurano di sconfiggere Fjölnir e i suoi uomini. Nelle notti seguenti, Amleth uccide diversi uomini di Fjölnir. Incontra anche sua madre, Gudrún, che rivela di essere stata presa in schiavitù lei stessa, e che il concepimento di Amleth è il risultato di uno stupro. Tenta quindi di sedurre suo figlio, rivelando anche che è stato suo l'ordine dato a Fjölnir di uccidere Aurvandil e Amleth, e che preferisce Fjölnir e il suo nuovo figlio Gunnar. Amleth lascia Gudrún, infuriato, e uccide il figlio maggiore e adulto di Fjölnir, Thorir, nel sonno, rubando il cuore del giovane.
Nel tentativo di scoprire chi sta uccidendo i suoi uomini, Fjölnir minaccia di uccidere Olga, con il risultato che Amleth si rivela responsabile e scambia la vita di Olga per il cuore di Thorir. Dopo un duro pestaggio, Amleth viene liberato dalle sue catene da un branco di corvi, apparentemente inviati da Odino. Olga porta via Amleth dalla fattoria e i due fuggono, progettando di dirigersi verso i parenti di Amleth nelle Orcadi. Lasciata l'Islanda in barca, Amleth scopre che Olga è incinta di due gemelli, uno dei quali diventerà il re fanciullo profetizzato dalla veggente. Temendo che i suoi figli non saranno mai al sicuro finché Fjölnir vivrà, Amleth salta dalla barca contro la volontà di Olga e torna indietro a nuoto determinato a uccidere finalmente Fjölnir.
Giunto alla fattoria, Amleth libera gli schiavi e uccide la maggior parte degli uomini di Fjölnir, compreso Finnr. Mentre cerca Fjölnir viene attaccato dalla regina Gudrún e da Gunnar e per difendersi li uccide entrambi. Quando sopraggiunge Fjölnir ormai la moglie e il figlio sono morti, non gli resta che sfidare Amleth che, come annunciato da una profezia, avverrà alle Porte di Hel – il vicino vulcano attivo Hekla, dove i due devono affrontarsi tramite holmgang. Al vulcano, Amleth e Fjölnir ingaggiano un feroce duello di spade che alla fine porta alla morte di entrambi (Amleth trafitto al cuore e Fjölnir decapitato).
Mentre giace morente e comincia ad ascendere al Valhalla, Amleth ha la visione futura di Olga che abbraccia i loro figli gemelli.

## Produzione

### Sviluppo
Skarsgård stava cercando di realizzare un film a tema vichingo dal 2011, quando venne accostato ad un film della Warner Bros. intitolato provvisoriamente The Vanguard. Anni dopo, incontrò Robert Eggers per discutere di progetti futuri, ma la discussione si spostò sulla realizzazione di un film basato sull'epoca vichinga. Nell'ottobre 2019 è stato annunciato che Eggers avrebbe diretto un'epica saga di vendetta vichinga, scritta insieme a Sjón. Nicole Kidman, Alexander Skarsgård, Anya Taylor-Joy, Bill Skarsgård e Willem Dafoe erano in trattative per unirsi al film. Sono stati tutti confermati a dicembre, con l'aggiunta di Claes Bang.
Il film era ufficialmente in preparazione nel dicembre 2019 e le riprese sarebbero iniziate a Belfast nel 2020. Nell'agosto 2020 Björk, sua figlia Ísadóra Bjarkardóttir Barney, Kate Dickie ed Ethan Hawke si sono uniti al cast del film, con Focus Features che si occuperà della distribuzione in Nord America e la Universal Pictures a livello internazionale. Nel settembre 2020 Bill Skarsgård ha annunciato di aver abbandonato il progetto a causa di conflitti di programmazione, e in seguito è stato sostituito da Gustav Lindh. Neil Price, archeologo inglese specializzato nell'epoca vichinga nonché professore presso il Dipartimento di Archeologia e Storia Antica dell'Università di Uppsala, in Svezia, è stato scelto come consulente storico del film.

### Riprese
Le riprese dovevano iniziare nel marzo 2020, ma sono state interrotte a causa della pandemia di COVID-19. Sono quindi iniziate nell'agosto successivo a Torr Head, nella contea di Antrim, e a Ballygally, nei pressi di Larne in Irlanda del Nord. A settembre la troupe ha girato a capo Malin, nella pittoresca penisola di Inishowen nella contea di Donegal, in Irlanda. Le riprese sono state completate all'inizio di dicembre.

### Post-produzione
La produzione del film è costata tra i 70 e i 90 milioni di dollari, somma superiore al budget iniziale di 65 milioni di dollari. Eggers voleva un film più artistico e dal ritmo lento, mentre lo studio richiedeva una storia più divertente e accessibile al pubblico. Dopo alcune proiezioni di prova, Eggers e la sua montatrice, Louise Ford, sono riusciti a trovare un equilibrio con le richieste dello studio: l'ultima versione è stata approvata il 4 novembre 2021.

## Promozione
Il primo trailer del film è stato distribuito online il 20 dicembre 2021.

## Distribuzione
Inizialmente previsto per l'8 aprile 2022, il film è stato distribuito nelle sale cinematografiche statunitensi da Focus Features il 22 aprile 2022, mentre in quelle italiane da Universal Pictures a partire dal giorno 21 dello stesso mese.

### Divieti
Negli Stati Uniti d'America The Northman è stato vietato ai minori di 17 anni non accompagnati da un adulto per i suoi contenuti di natura violenta, sessuale e gore.

## Accoglienza

### Incassi
Negli Stati Uniti e in Canada, The Northman è stato distribuito insieme a Troppo cattivi e Il talento di Mr. C; per il fine settimana di apertura è stato previsto un incasso che va tra gli 8 e i 15 milioni di dollari. Distribuito in 3 223 sale, nel primo giorno di proiezione ha incassato circa 5 milioni di dollari, includendo i 1350000 $ incassati nelle anteprime del giovedì sera. In totale The Northman ha incassato circa 69 milioni di dollari in tutto il mondo, a fronte di un budget compreso tra i 70 e i 90 milioni, dunque rivelandosi un flop al cinema.

### Critica
The Northman è stato accolto molto positivamente dalla critica. Sull'aggregatore di recensioni Rotten Tomatoes il film ha ricevuto un indice di gradimento del 90%, con un voto medio di 7,7 su 10 basato su 372 recensioni. Il consenso critico del sito recita: «Una sanguinosa vendetta epica e una meraviglia visiva mozzafiato, The Northman vede il regista Robert Eggers espandere la sua portata senza sacrificare nessuno dei suoi stili distintivi». Su Metacritic ha un voto di 82 su 100 basato su 60 recensioni.
Peter Bradshaw di The Guardian ha lodato la pellicola dandogli cinque stelle su cinque. Elogiando il tono nichilista del film e le interpretazioni del cast, il critico ha proseguito affermando che «è del tutto scandaloso, con alcune visioni epiche del cosmo in fiamme. Non riuscivo a distogliere lo sguardo». Anche Clarise Loughrey di The Independent ha assegnato il voto massimo a The Northman, affermando che il film è un «bellissimo rischio».